# سهم بن غالب الهجيمي
سهم بن غالب الهجيمي. خرج على معاوية بن أبي سفيان بالبصرة، وقاتل حتى فُني أصحابه. فاختفي فبحث عن الوالي زياد بن أبيه حتى ظفر به، وقتله.
وهو أول من سمى أهل القبلة بالكفر ، ولم تكن الخوارج قبله تقطع بالشهادة فِي الكفر والإيمان، وكان خروجه فِي سنة أربع وأربعين (حوالي 664م) فِي سبعين رجلًا، ويقال : أنه استخفى حتى مات زياد فدل عليه عبيد الله بن زياد فقتله وصلبه، فَقَالَ رجل من الخوارج:
وكان قتل سهم فِي سنة أربع وخمسين (حوالي 674م)، ويقال قبل ذلك.